# Національний парк Жау
Національний парк Жау (порт. Parque nacional do Jaú) — національний парк, розташований в бразильському штаті Амазонас, між 1º00’—3º00'S і 61º30’—64º00'W.
Це одна із найбільших лісових природоохоронних територій в Південній Америці, що вкриває територію у 23 779 км². Вхід до парку обмежений та потребує отримання дозволу від бразильського уряду.
Парк відомий як характерний приклад охорони тропічного дощового лісу в Амазонії. Характерні види тварин включають плямистого ягуара, ламантина, рожевого річкового дельфіна та численні інші види.

## Зовнішні посилання
- NASA Earth Explorer page
- Супутниковий знимок (Google)

| Бразилія | Це незавершена стаття з географії Бразилії. Ви можете допомогти проєкту, виправивши або дописавши її. |

Тропі́чні і субтропі́чні воло́гі широколисті ліси́, також відомі як Тропічні (і субтропічні) дощові ліси — тропічний і субтропічний лісовий біом,

Вологі тропічні ліси Гаяни
тип дощового лісу. Цей біом включає декілька видів лісів, зокрема низовинні тропічні дощові ліси, які отримують високу кількість опадів протягом всього року; вологі листопадні і напів-вічнозелені ліси, з високою повною кількістю опадів, але з сильними сезонними варіаціями; гірські дощові ліси що зустрічаються в дещо холодніших гірських областях, та прісноводі болотні ліси і торф'яні болотні ліси. Географічно, тропічні дощові ліси знаходяться в екваторіальному поясі та у вологих субтропіках, вони характеризуються теплим, вологим кліматом з високою кількістю опадів протягом всього року. Тропічні і субтропічні лісові регіони з нижчою кількістю опадів називаються тропічними і субтропічними сухими широколистими лісами і тропічними і субтропічними хвойними лісами.
Поширення тропічних дощових лісів на Землі
Тропічні дощові ліси звичайні в кількох земних екологічних зонах, зокрема частини Афротропіків (екваторіальна Африка), Індомалаї (частини Індійського субконтиненту і Південно-східної Азії), Неотропіків (північна Південна Америка і Центральна Америка), Австролазії (східна Індонезія, Нова Гвінея, північна і східна Австралія), і Океанії (тропічні острови Тихого океану). Приблизно половина тропічних дощових лісів світу знаходяться в Південно-американських країнах Бразилії і Перу. Дощові ліси зараз покривають близько 5 % земної суші. А раніше було 12 %.
Крім значної кількості опадів тропічні дощові ліси характеризуються великою кількістю постійних (в протилежність мігруючим) видів тварин і величезною біорізноманітністю флори і фауни. За оцінками вчених більш ніж половина всіх видів рослин і тварин світу живуть в цих лісах.
Ягуа́р[1][2][3], пантера ягуар[3] (Panthera onca) — третій за розмірами у світі і найбільший та найсильніший представник родини котячих у Новому світі. Зовнішньо схожий на леопарда, проте за екологічними характеристиками скоріше нагадує тигра. Має надзвичайно потужний укус, навіть у порівнянні з іншими великими кішками[4]. Ягуар здатен прокусити панцир броньованих рептилій[5] та використовує незвичайний спосіб вбивства: кусає безпосередньо через череп жертви між вухами, щоб завдати смертельного укусу в мозок[6]
Ламанти́нові[1] (Trichechidae) — родина великих водних ссавців ряду сиреноподібних. У сучасній фауні родина представлена одним родом Ламантин (Trichechus), в межах якого розрізняють три види. Ці травоїдні тварини мешкають на мілководді і живляться водною рослинністю.